# Wake the Dead
Wake the Dead es el segundo álbum de estudio de la banda de hardcore punk Comeback Kid. Fue lanzado a través de Smallman Records en Canadá y por Victory Records en el resto del mundo. Bill Stevenson lo grabó durante 13 días en el Blasting Room en Ft. Collins, Colorado. La canción homónima del álbum, «Wake the Dead», apareció en la banda sonora de los videojuegos Burnout Revenge y Burnout Legends. El álbum alcanzó el puesto #16 en los Top Heatseekers y el número #27 de los Top Independent Albums. Fue el último álbum con Scott Wade como miembro de la banda, Andrew Neufeld posteriormente ocuparía su puesto como vocalista.

## Lista de canciones
| N.º   | Título                       | Duración |  |
| 1.    | «False Idols Fall»           | 2:38     |  |
| 2.    | «My Other Side»              | 2:18     |  |
| 3.    | «Wake the Dead»              | 3:17     |  |
| 4.    | «The Trouble I Love»         | 1:52     |  |
| 5.    | «Talk Is Cheap»              | 1:54     |  |
| 6.    | «Partners in Crime»          | 2:22     |  |
| 7.    | «Our Distance»               | 1:52     |  |
| 8.    | «Bright Lights Keep Shining» | 2:21     |  |
| 9.    | «Falling Apart»              | 2:22     |  |
| 10.   | «Losing Patience»            | 2:16     |  |
| 11.   | «Final Goodbye»              | 2:34     |  |
| 26:18 |                              |          |  |

## Personal
| Comeback Kid - Scott Wade: voz - Andrew Neufeld: guitarra, coros - Jeremy Hiebert: guitarra - Kyle Profeta: batería - Kevin Call: bajo Otro contribuidores - Russ Rankin (Good Riddance, Only Crime): voz en «Our Distance» - Bill Stevenson: productor, ingeniero - Jason Livermore: productor, ingeniero - Alan Douches: masterización - Jeremy Wabiszczewicz: diseño, arte |

## Posiciones
| Lista (2005)                            | Posición |
| --------------------------------------- | -------- |
| Estados Unidos (Top Heatseekers Albums) | 16       |
| Estados Unidos (Independent Albums)     | 27       |